# 66 (число)
Вижте пояснителната страница за други значения на 66.
66 (шестдесет и шест) е естествено, цяло число, следващо 65 и предхождащо 67.
Шестдесет и шест с арабски цифри се записва „66“, а с римски цифри – „LXVI“. Числото 66 е съставено от две цифри от позиционните бройни системи – 6 (шест).

## Общи сведения
- 66 е четно число.
- 66 е атомният номер на елемента диспросий.
- 66-ият ден от годината е 7 март.
- 66 е година от Новата ера.

## Любопитни факти
- Номерация на историческия път №66 в САЩ